# Delphyre lemoulti
Delphyre lemoulti là một loài bướm đêm thuộc phân họ Arctiinae, họ Erebidae.